# فريدي جنكينز
فريدي جنكينز (بالإنجليزية: Freddie Jenkins)‏ هو عازف جاز أمريكي، ولد في 10 أكتوبر 1906 في نيويورك في الولايات المتحدة، وتوفي بنفس المكان في 12 يوليو 1978.

## وصلات خارجية
- فريدي جنكينز على موقع IMDb (الإنجليزية)
- فريدي جنكينز على موقع ميوزك برينز (الإنجليزية)
- فريدي جنكينز على موقع أول ميوزيك (الإنجليزية)
- فريدي جنكينز على موقع ديسكوغز (الإنجليزية)